# Hansenocaris salentina
Hansenocaris salentina is een kreeftachtigensoort. De wetenschappelijke naam van de soort is voor het eerst geldig gepubliceerd in 2005 door Belmonte.